# Omey Island
Omey (in gaelico irlandese Iomaidh) è un'isola tidale, ovvero un'isola che con la bassa marea diventa penisola e risulta quindi attaccata alla terraferma (Mont Saint Michel è l'esempio più famoso).
Situata nella contea di Galway, in Irlanda, e più precisamente nei pressi di Claddaghduff, villaggio del Connemara, l'isola è vicinissima, come del resto tante altre isolette della zona, alla costa irlandese e nei momenti di bassa marea, il fondale dell'oceano può essere percorso anche in macchina (sono presenti anche dei segnali stradali che durante l'alta marea vengono sommersi per metà).